# Deltocyathus sarsi
Deltocyathus sarsi är en korallart som först beskrevs av Gardiner och Frank Albert Waugh 1938.  Deltocyathus sarsi ingår i släktet Deltocyathus och familjen Caryophylliidae.
Artens utbredningsområde är Indiska oceanen. Inga underarter finns listade i Catalogue of Life.